# Drupadia banka
Drupadia banka är en fjärilsart som beskrevs av Riley 1944. Drupadia banka ingår i släktet Drupadia och familjen juvelvingar. Inga underarter finns listade i Catalogue of Life.